# Aérodrome de Sidi Ifni
 (mai 2018).
Si vous disposez d'ouvrages ou d'articles de référence ou si vous connaissez des sites web de qualité traitant du thème abordé ici, merci de compléter l'article en donnant les références utiles à sa vérifiabilité et en les liant à la section « Notes et références ».
L'aéroport de Sidi Ifni(arabe: مطار سيدي إيفني') (code IATA : SII • code OACI : GMMF) est un aéroport desservant Sidi Ifni , une ville de la région de Guelmim-Oued Noun au Maroc.L'aéroport n'est pas ouvert pour les vols commerciaux, il est fermé en raison de la piste dans de mauvaises conditions.

## Situation

### Carte des aéroports du Maroc
| \| 100 km1:10 004 000 \| Ouezzane Agadir Al Hoceima Meknès Béni Mellal Bouarfa Casablanca-Tit Mellil Casablanca-Mohammed V Errachidia Essaouira Fès Guelmim Ifrane Kénitra Khouribga Marrakech Nador Ouarzazate Oujda Rabat-Salé Tanger Zagora Tan-Tan Tarfaya Tétouan Benslimane Sidi Slimane Inezgane Ben Guerir Taroudant Taza |
| 100 km1:10 004 000 |